# 모나라갈라구

모나라갈라 구

모나라갈라구(싱할라어: මොණරාගල දිස්ත්‍රික්කය, 타밀어: மொணராகலை மாவட்டம்)는 스리랑카를 구성하는 25개 구 가운데 하나로 행정 중심지는 모나라갈라이며 면적은 5,636km2, 인구는 448,194명(2012년 기준)이다. 행정 구역상으로는 우바 주에 속한다.